# 中世フィドル

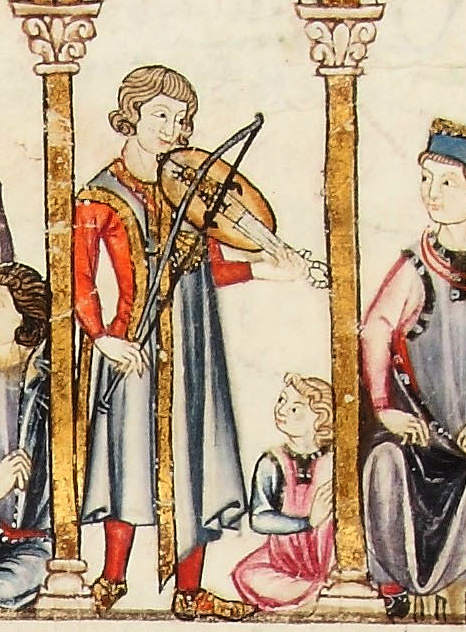

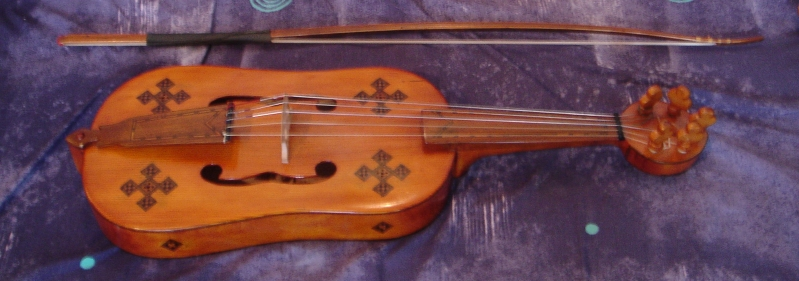

中世フィドル（ちゅうせいフィドル、英語 medieval fiddle) は中世期に用いられた擦弦楽器の一種。当時、各種呼称があり、フィドル (fiddle) 以外にも、ヴィエール (vielle)、ヴィウオラ (viuola)、フィーデル（Fiedel）とも呼ばれた。名前からもわかるように、後のヴィオール属やヴァイオリン属の祖先と見なすことができる。

## 名称
今日フィドルといえば、擦弦楽器一般を指す呼称であり、特に民族音楽（フォークミュージック）で用いられるヴァイオリン族などを指す語であるが、ここでは、中世期に用いられた擦弦楽器への呼称として用いる。この場合、フィドルは擦弦楽器一般を指す語ではなく当時の特定の範囲に属する楽器を指して述べる。この楽器群に対しては上述のとおり同時代にさまざまな呼称があったが、ここでは「中世フィドル」で統一することにする。

## 形状と構造
現在まで当時の状態のままで残されているオリジナル楽器がほとんどないため、図像や彫刻、文献上の記述から当時の楽器を推測せざるを得ない部分が大きい。中世フィドルと見なせる楽器（の図像や記述）には形や大きさなどについて、さまざまなバリエーションがあり、標準的な形状を特定することは難しい。
最も初期のものは堅い木をくりぬいた胴体に柔らかい共鳴板を貼り付けたような構造であり、硬い胴体に共鳴板を貼り付ける構造は基本的にその後も続く。胴体は楕円型または卵形のものが多く、弓を使いやすくするためのくぼみを側面に持つものも多かった。共鳴板には孔 (sound hole) があけられている。弦の両脇にC字型あるいはf字型の1対の穴が開けられていることが多く、ローズ（幾何学模様等の図案）が彫られることもしばしばあった。駒や指板は、それを持つものと持たないものが両方あった。時代が下って15世紀頃までには、胴体とネックが明らかに分離され、テールピースや駒をもつ、ヴィオラ・ダ・ガンバ属やヴァイオリン属に類似の形状のものが増えてきたようである。
弦はガット弦を使用していたが、絹や馬の尾の毛でつくられた弦を使用したこともあったようである。弦の本数は2本しかもたないものから6本以上持つものなどさまざまであったが、主に3本から5本のものが多い。古い時代のものには、指板に乗っていない開放弦専用の弦を持つものもあり、左手の親指ではじいたり押さえたりしていたようである。
駒は早い時期には平坦なものが多かった。これは、重音奏法に適しており、中世音楽におけるドローン伴奏の習慣とも一致する。中世フィドルが魂柱を持っていたかどうかはよくわかっていない。

## 調弦と演奏
楽器における多様性に対応して、その演奏法や弓の形状も多様であったと考えられる。駒やブリッジが平坦なものでは一つの弦だけを鳴らすことが難しく、（指板をもつものでは）指で押さえた弦はメロディーを奏で、他の弦はドローン伴奏の役割を果たすといった演奏が行われていただろう。駒が湾曲しているものではより演奏に自由度があったと思われる。
ドローンを奏する関係上、調弦はユニゾン5度および4度を基本としたものとなる。13世紀の人物、ジェローム・ド＝モラヴィー (Jérôme de Moravie) は中世フィドル (vielle) の調弦法を3種類書き残しているが、そのひとつは d-G-g-d'-g' となっている。4本の弦を2本ずつユニゾンの組にして、すなわち、複弦で、調弦するような楽器もあったようである。
中世期、特定の楽器のために曲が書かれることはきわめて少なく、奏者は時と場合にしたがってさまざまな形態で楽器を演奏していた。フィドルは、宗教音楽および世俗の音楽において、旋律を奏したり、歌の旋律をなぞったり、ドローンで伴奏に供したりとさまざまな方法で奏されたと考えられる。